# 鎌田皎
鎌田 皎（かまだ あきら、1922年（大正11年）1月30日 - 2002年（平成14年）7月24日）は、昭和から平成時代の薬学者。大阪大学名誉教授。

## 経歴・人物
1945年（昭和20年）9月、京都帝国大学理学部化学科卒業後、同学部副手、1949年（昭和24年）助手となる。のち1955年（昭和30年）8月、大阪大学薬学部薬剤学教室講師となり、1960年（昭和35年）助教授を経て、1971年（昭和46年）教授となった。1985年（昭和60年）定年退官と同時に同大名誉教授。
特に界面化学を薬学に応用する研究で知られ、界面活性剤を薬物投与に応用する研究から構造活性相関と生物製剤に関する研究まで広い分野に渡る研究を行った。ほか、吸収促進剤による新しい坐剤の開発なども行った。